# Abietinella (Plantae)
Abietinella biljni rod od dvije vrste iz porodice Thuidiaceae, višegodišnja mahovnjača koja pripada pravim mahovinama (Bryopsida).
Tamnozelene, žućkasto smeđe ili tamno smeđe boje, stabljika može narasti do 12 cm.

## Etimologija
Ime roda dolazi od latinskog abietis, iz roda četinjača Abies, i - ella, deminutiv, aludira na aspekt habitusa.

## Vrste
1. Abietinella abietina (Hedw.) M. Fleisch.
2. Abietinella hystricosa (Mitt.) Broth.

## Vanjske poveznice
- Flora of North America